# مدرج بورتوريكو خوسيه ميغيل أغريلوت
قالب:إعادة الكتابة
مدرج بورتوريكو خوسيه ميغيل أغريلوت أكبر ساحة داخلية في بورتوريكو مخصصة للترفيه. وهي تقع على ميلا دي أورو ، سان خوان عاصمة الأمة. يلقبها البورتوريكيون عادة بـ Choliseo ، وهو عبارة عن حامل لكلمات "Coliseo" و "Cholito" ، في إشارة إلى دون شوليتو (Don Cholito) ، أحد شخصيات أغريلوت ولقبه المعتمد.
افتتح الكولوسيوم أبوابه للجمهور في 4 سبتمبر 2004 بعد البناء المطول بتمويل من حكومة بورتوريكو . المكان مملوك من قبل هيئة منطقة مركز مؤتمرات بورتوريكو ، وهي شركة عامة في بورتوريكو ، وتديرها SMG . يمكن أن تستوعب ما يصل إلى 18500 متفرج ، وتتحول أيضًا إلى أحجام مختلفة وفقًا للحدث ، مثل وضع المسرح لـ 2400 شخص وأيضًا الأوضاع ، البيت 3/4: 14000 ، البيت 1/2: 9000 والبيت 1/4: 4000 حاضر على التوالي. يمكن الوصول إليه عن طريق محطة Hato Rey التابعة لنظام Tren Urbano .
استضاف المكان أول حدث دفع لكل عرض WWE خارج الولايات المتحدة وكندا والمملكة المتحدة عندما أقيمت ثورة العام الجديد في 9 يناير 2005. اعتبارًا من نوفمبر 2009 ، استقبل المكان أكثر من 3 ملايين متفرج ، واستضاف أكثر من 516 حدثًا بإيرادات إجمالية تزيد عن 128 مليون دولار. في 26 مايو 2011 ، احتلت "تشوليسيو" المرتبة الثامنة في "أفضل 50 ساحة أرينا" في العالم والثانية في نصف الكرة الغربي في مبيعات التذاكر حول العالم وفقًا لمجلة بولستار . 
في 4 سبتمبر 2014 ، احتفل "Choliseo" بعيده العاشر ، بما في ذلك أكثر من 880 عرضًا تم تنظيمه منذ الافتتاح الكبير.
بعد أن ضرب إعصار ماريا ، خلال موسم الأعاصير الأطلسية لعام 2017 ، تم إلغاء الأحداث المقررة بعد منتصف سبتمبر 2017. وفي الوقت نفسه ، تم استخدام Choliseo كمخزن ومركز تجميع من قبل حكومة بورتوريكو لإعداد وتوزيع الطعام والماء والضروريات الأساسية لضحايا الإعصار الأكثر فتكًا وتكلفة في تاريخ بورتوريكو.